# ビートレスク

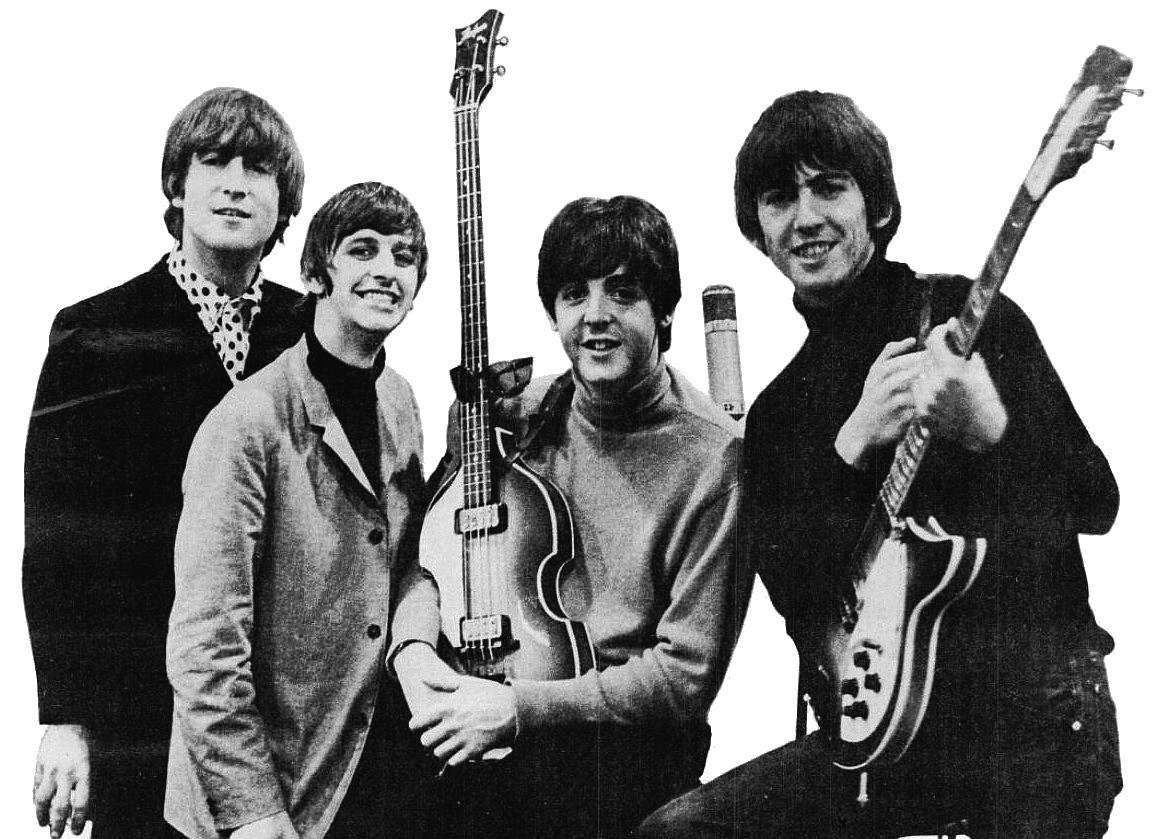
ビートルズ（1965年）

ビートレスク (Beatlesque; [ˌbiːtəlˈɛsk], Beatles-esque) は、イギリスのロックバンド、ビートルズに音楽的に似ていることを指す用語。定義が曖昧なため、様々な種類のアーティストに対して用いられている。

## 定義
ビートルズらしさをより明確にするため、ラジオプロデューサーのケヴィン・ハウレット、音楽プロデューサーのロブ・ボーマン、クラトゥのドラマーであるテリー・ドレーパーが、次の8項目を提案している。
- 「ペニー・レイン」のようなピアノのトーン・クラスター（「ゲッティング・ベター」や「ウィズ・ア・リトル・ヘルプ・フロム・マイ・フレンズ」にも登場する）
- 壮大なエンディング（「イッツ・オール・トゥ・マッチ」）
- ブルーグラスに影響を受けた密集和声
- 「アイ・アム・ザ・ウォルラス」のようなチェロ
- レノン＝マッカートニーの文体の対比
- リンゴ・スターのように左利きのドラマーが右利き用のドラムキットを用いること
- クラトゥのように、観客がビートルズの延長線上にあると感じるバンド
- ビートルズのサウンドを模倣したもの（オリジナル性のないコピー）[1]

『トロント・スター』誌のジャック・サカモトは、「パニック!アット・ザ・ディスコから、ビリー・ジョエル、レッド・ホット・チリ・ペッパーズに至るまでが、ビートルズに似ていると言われることがある。しかし、ビートルズ自身がこのビートルズらしさを持っているかどうかについては、議論の余地がある」と述べている。『カルチャー・ソナー』のスコット・フレイマンは、ビートルズらしいバンドには、「複数のソングライターとヴォーカリストが在籍し、歌い手やソングライターがバックバンドを従えたバンドの形式となっている」としている。
また、『ローリング・ストーン』誌のロブ・シェフィールドは、2017年、「ビートルズ的」という言葉が最も似合うのはポール・マッカートニーだとし、「ビートルズが嫌いなら、それはポールが嫌いだから。欠点はあるにしろビートルズを愛しているなら、その欠点はポールの欠点だ」と評している。

## 関連するアーティスト

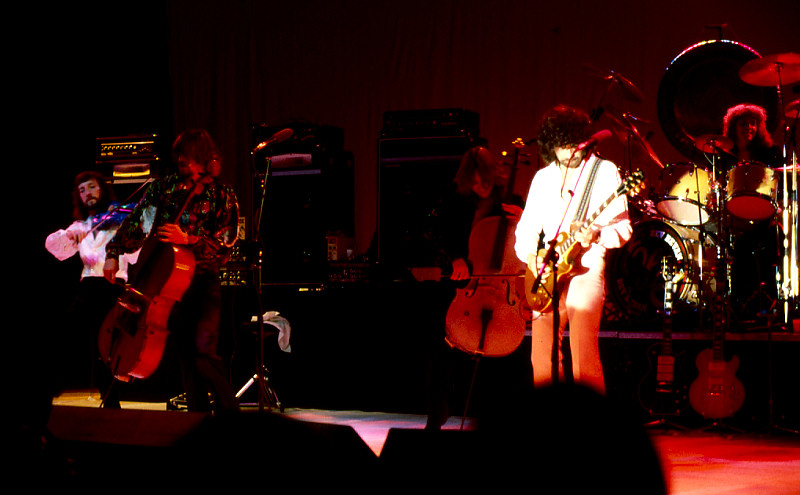
ELO（1978年）

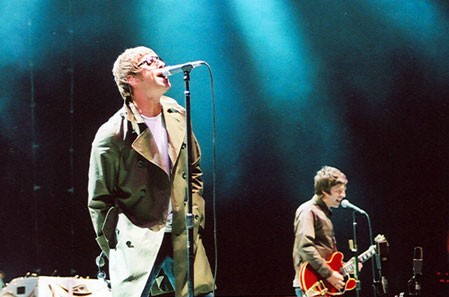
オアシス（2005年）

ビートルズ的と評される著名なアーティスト
- バッドフィンガー[1][2] – ビートルズが創設したアップル・レコードからの最初のアーティスト。楽曲「カム・アンド・ゲット・イット」（1969年）、「嵐の恋」（1970年）、「デイ・アフター・デイ」（1971年）はそれぞれ、ポール・マッカートニー、ビートルズのローディーだったマル・エヴァンズ、ジョージ・ハリスンがプロデュースしている。
- ビッグ・スター[2][4] – 1970年代、ビートルズに影響を受けた作品を発表して高い評価を受けたが、不和が絶えず、短命に終わった。商業的な成功には至らなかったものの、批評家からは絶賛され、カルト的な人気を得ている[5]。
- バーズ[6][7] – 「アメリカのビートルズ」と呼ばれることがある[2]。長期的にみたサウンドやスタイルの影響力はビートルズに匹敵するほどであるが、レコードの売り上げでは及ばなかった[8]。
- チープ・トリック[2][9] – 「アメリカのビートルズ」と呼ばれることがある[9]。また、1980年のアルバム『オール・シュック・アップ』はジョージ・マーティンがプロデュースを担当しており、オーケストラをバックにビートルズの楽曲を演奏したライヴが『Sgt. Peppers Live』（2009年）に収録されている[10]。
- エレクトリック・ライト・オーケストラ[1][2][4] – 「ビートルズの後継となる」ことを目指して結成され、ビートレスクのバンドとしては珍しく長期にわたって商業的な成功を得た。また、フロントマンのジェフ・リンは、1980年代後半からジョージ・ハリスンと共同作業を行うようになり、ビートルズ関連のプロジェクトにも多く参加している。1970年代のはじめ、ジョン・レノンはELOを「ビートルズの息子」として賞賛し、1973年の楽曲「ショウダウン」をお気に入りに挙げている[4]。
- クラトゥ[1] – ビートルズが再結成したとの誤った噂が流れた[1]。「カナダのビートルズ」と呼ばれることがある[11]。
- オアシス[1][2][12] – ビートルズからの影響をメディアは「執着」と報道した[13]。1991年から2009年までのキャリアにおいて、文化的、社会的に広範囲な成功をおさめ、ビートルズ以来の人気バンドとなった[2]。
- スクイーズ[2] – クリス・ディフォードとグレン・ティルブルックの作曲ペアは、レノン＝マッカートニーと比較されることがある。

その他
- ビージーズ（初期）[14][15]
- クリス・ヒルマン[16]
- ファウンテインズ・オブ・ウェイン[2]
- ザ・ナック[2]
- ラーズ[17][18]
- ロス・シェイカーズ[19]
- スミザリーンズ[20]
- XTC[2][21]
- パニック!アット・ザ・ディスコ - 『プリティ。オッド。』[22][23][24]